# Tudor Mătușa
Tudor Mătușa (n. 28 ianuarie 1950, com. Traian, județul Olt) este un politician român, fost membru al Parlamentului României. Tudor Mătușa a fost ales deputat în legislatura 2004-2008 pe listele PRM. În cadrul activității sale parlamentare, Tudor Mătușa a fost membru în grupurile parlamentare de prietenie cu Regatul Danemarcei, Republica Slovenia, Republica Franceză-Adunarea Națională.